# Extè
Extè è un marchio di moda italiano, creato nel 1996 dalla società Ittierre S.p.A. (Gruppo IT Holding). Il nome Extè deriva dal latino ex tempore, che tradotto letteralmente significa: "al di là del tempo". Alla direzione creativa di Extè si sono susseguiti diversi designer di moda fra i quali Antonio Berardi, Sergio Ciucci e Alessandro De Benedetti.
La prima presentazione di Extè risale al gennaio 1996 a Milano, al Gasometro della Bovisa. In quell'anno vengono creati gli "abiti sotto vuoto", sui quali è riportata "la data di scadenza del prodotto".
Nel 2001 presenta un elemento d'arredo, la e.chair, chaise longue interattiva e polivalente prodotta da Brunati Italia su progetto di Chiara Cantono. Poi, insieme al fotografo Gian Paolo Tomasi, in collaborazione con la rivista GQ presenta le sette "modelle virtuali", utilizzate nella comunicazione del marchio.
Nel giugno 2004 la collezione P/E 2005 è presentata con una sfilata verticale, con la compagnia di artisti/modelli Les Passagers.